# Theodor Blum
Theodor Blum (ur. 25 września 1883 w Wiedniu, zm. 24 lipca 1962) – amerykański chirurg jamy ustnej pochodzenia austro-węgierskiego, pionier w zakresie znieczulenia miejscowego i stosowania promieniowania w stomatologii. Był założycielem The New York Institute of Clinical Oral Pathology. Był zaangażowany w próby leczenia robotnic United States Radium Corporation, znanych jako Radowe Dziewczyny. Przy tej okazji jako pierwszy użył w literaturze medycznej terminu radium jaw (radowa szczęka)

## Młodość
Urodził się 25 września 1883 w Wiedniu jako najmłodsze z jedenaściorga dzieci antykwariusza Maxa Bluma (1839–1900) i jego żony Elise z d. Kahn (1844-1904). W szkole osiągał dobre wyniki w nauce. Edukację średnią rozpoczął w 1894 roku w Wiedniu, a następnie przeniósł się do liceum w Kromau w Czechach. W 1904 zdobył średnie wykształcenie.
Do 1904 roku oboje jego rodzice zmarli. W tymże roku wyemigrował do Nowego Jorku. Tam utrzymywał bliskie kontakty ze swoim bratem Richardem, który był w Stanach już od dziesięciu lat i pracował jako stomatolog. Theodor zapisał się do New York College of Dentistry, którą to szkołę porzucił po dwóch tygodniach. Następny rok spędził, wykonując dorywcze prace i asystując w gabinecie dentystycznym brata. Tam m.in. nauczył się wykonywać zdjęcia rentgenowskie zębów, obsługiwać lampy rentgenowskie i wywoływać klisze. Wówczas zapoznał też innych dentystów, przede wszystkim dra M.L. Rheina, znanego nowojorskiego lekarza-stomatologa.

## Kształcenie
Wiosną 1906 wrócił do Europy i wyjechał do Wiednia, by studiować muzykę i historię sztuki. Latem tegoż roku postanowił jednak podjąć studia medyczne i stomatologiczne na Uniwersytecie Pensylwanii w Filadelfii, za namową M.L. Rheina. Po powrocie do Ameryki Theodor przeniósł się do Filadelfii i w 1906 roku wstąpił na uczelnię. Jego edukację w znacznym stopniu finansował brat
Blum ukończył kierunek stomatologiczny w 1909 roku. Na trzecim i ostatnim roku stomatologii jego stopnie wahały się od 85 do 97 na 100, z wyjątkiem chirurgii jamy ustnej; z niej uzyskał ocenę 59. Kontynuował studia na kierunku lekarskim, które ukończył w 1911. W międzyczasie ożenił się Berthą Roth, którą poznał w 1909 w Nowym Jorku.
Jeszcze w 1911 przystąpił do egzaminów komisyjnych stanu Nowy Jork, uzyskując prawo wykonywania zawodu lekarza. W marcu 1912 uzyskał stopień doktora medycyny. Po ukończeniu studiów udał się na kilka miesięcy do Europy. Ponownie w WIedniu, przez krótki czas asystował w gabinecie dra J. Robinsohna, eksperta w dziedzinie rentgenologii dentystycznej. Następnie przez trzy miesiące pobierał nauki w Berlinie u dra Fritza Willigera.

## Kariera w zawodzie
Blum w grudniu 1912 powrócił do Nowego Jorku; tam urodził mu się syn. Później Blum miał jeszcze dwie córki. Początkowo po powrocie pracował w gabinecie swojego brata. Przed końcem 1912 Blum został mianowany pomocnikiem chirurga jamy ustnej w New York Throat, Nose and Lung Hospital. Rok później został dyrektorem oddziału chirurgii jamy ustnej tego szpitala, i praktykował w nim przez dziesięć następnych lat. Rozpoczął też działalność w Harlem Dental Society.
W 1923 został szefem oddziału chirurgii jamy ustnej w United Israel Zion Hospital na Brooklynie. Tam zatrudniony był do 1925. Od 1929 do 1940 był chirurgiem jamy ustnej i dyrektorem oddziału w Sydenham Hospital. Równocześnie, od 1931 do 1942, pracował w Park East Hospital. W toku swojej kariery, obok wymienionych, był zatrudniony jeszcze w co najmniej pięciu jednostkach. Zajmował się także edukacją, m.in. w New York Post-Graduate Hospital i Columbia University.
Zmarł 24 lipca 1962.

## Wkład w naukę
Pierwszym znaczącym wkładem Bluma w chirurgię jamy ustnej było spopularyzowanie w Stanach Zjednoczonych stosowania znieczulenia miejscowego. Technika ta, wykonywana z użyciem prokainy, w Europie była stosowana od 1905. Blum po raz pierwszy zetknął się z nią podczas pobytu na Starym Kontynencie w 1912 roku. Po powrocie do USA wygłosił na jej temat odczyt w Harlem Dental Society. Przez następną dekadę Blum wygłosił serię odczytów i zanotował wiele publikacji w dziedzinie znieczulenia miejscowego. W 1913 roku w NY Throat, Nose and Lung Hospital przeprowadził pierwszy w historii USA kurs z tej techniki.
Blum postrzegany jest jako pionier dziedzinie wykorzystywania promieni rentgenowskich w stomatologii. W 1908 roku, jeszcze jako student, wygłosił na ten temat referat. Z racji praktyki nabytej w gabinecie brata i znajomości z Rheinem (obydwaj byli jednymi z pierwszych stomatologów w Stanach Zjednoczonych korzystających z aparatu rentgenowskiego), był w późniejszych latach ekspertem w kwestii rentgenologii.
Blum znany jest jako twórca terminu „radowej szczęki” (radium jaw), użytego przy okazji badania jednej z tzw. Radowych Dziewczyn, malarek cyferblatów, którym kazano wykorzystywać w pracy farbę zawierającą radioaktywny rad. Swoje spostrzeżenia na temat jej przypadku opublikował przy okazji studium w Journal of the American Dental Association w 1924. Był to jeden z pierwszych w amerykańskiej literaturze medycznej opisów objawów choroby popromiennej, nazywanych wówczas radium necrosis (martwica radowa).
Był współzałożycielem The New York Institute of Clinical Oral Pathology w 1932. W 1933 przekazał swoją pracownię medyczną na potrzeby tego stowarzyszenia. Przez lata Blum prowadził w ramach tegoż instytutu szkolenie adeptów chirurgii jamy ustnej. Działał w tej organizacji do momentu śmierci.
Był autorem ponad stu publikacji naukowych, prezesował licznym stowarzyszeniom eksperckim, m.in. Metropolitan Medical Society, New York Physicians Association, First District Dental Society i American Society of Oral Surgeons.

## Rodzina
Z pierwszą żoną, Berthą miał trójkę dzieci: Oscara, Elizabeth i Ruth. Jedną z jego wnuczek jest aktorka Tanya Roberts. Jego druga żona, Rosalie, zmarła w 1953.